# Tote board

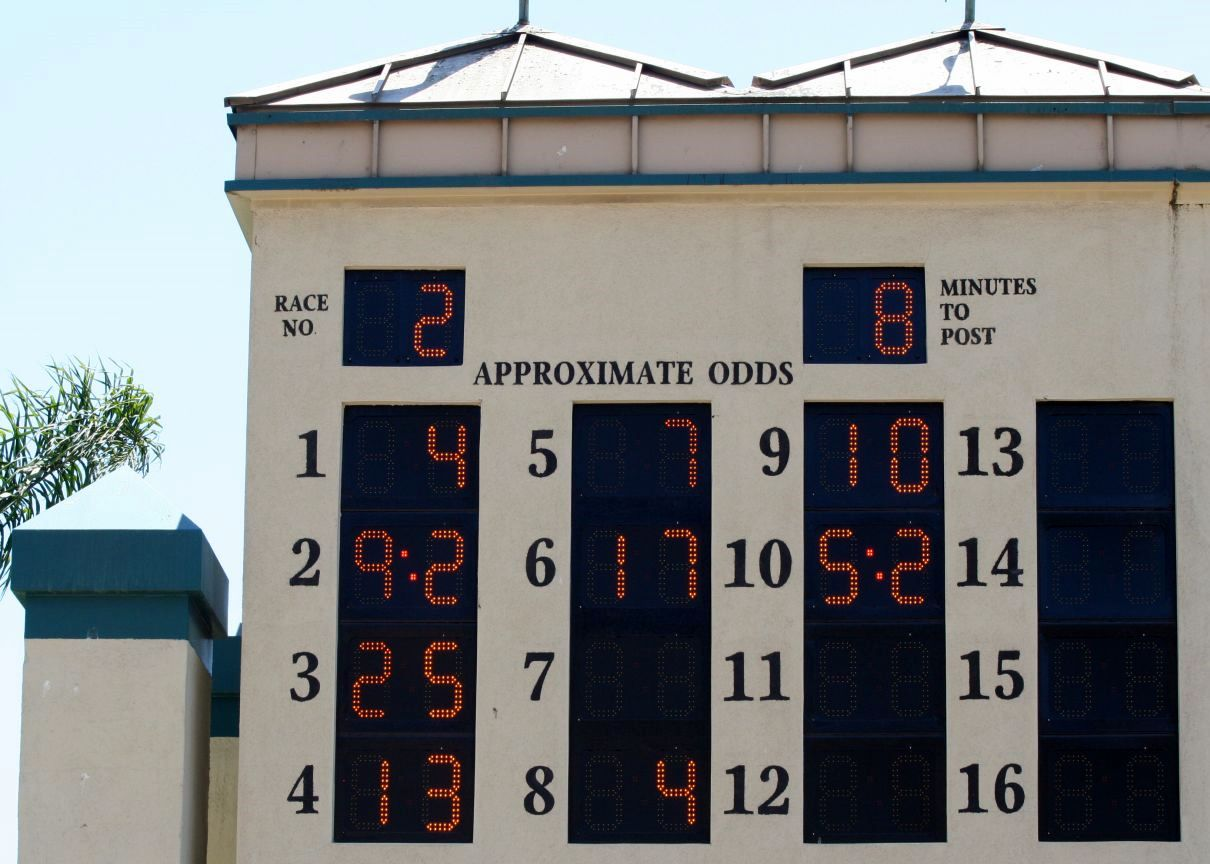
Tote Board em Hollywood Park, Califórnia

Um tote board (ou totalizador) é um visor numérico ou alfanumérico usado para transmitir informações, normalmente em uma pista de corrida (para exibir as probabilidades ou pagamentos de cada cavalo) ou em uma maratona (para exibir o valor total doado para a organização de caridade que patrocina o evento).
O termo "tote board" no inglês vem do coloquialismo para "totalizador", o nome do sistema automatizado que executa apostas parimutuel, calculando probabilidades de pagamento, exibindo-as e produzindo bilhetes com base nas apostas recebidas e "board", que pode significar uma tabela ou placa. Os sistemas Parimutuel usavam placas totalizadoras desde a década de 1860 e muitas vezes eram alojados em edifícios substanciais. Contudo, os sistemas manuais resultavam frequentemente em atrasos substanciais nos cálculos dos pagamentos dos clientes.
O primeiro totalizador completamente mecânico foi inventado por George Julius. Julius era um engenheiro consultor baseado em Sydney. Seu pai, Churchill Julius, um bispo anglicano, havia feito campanha, nos primeiros anos do século XX, contra as iniquidades de apostas com totalizadores e seus danos à sociedade neozelandesa. Essa atitude mudou no final de 1907, quando ele argumentou que o totalizador eliminava grande parte do mal do jogo nas casas de apostas. O próprio Bispo Churchill era um mecânico amador com reputação de consertar relógios e órgãos nas paróquias que visitava.
Inicialmente, George Julius estava tentando desenvolver uma máquina de calcular votos para o governo australiano, para reduzir automaticamente os casos de fraude eleitoral e criar um ambiente político livre de fraudes. Ele apresentou sua invenção, apenas para ter seu projeto rejeitado por ser considerado excessivo.
A primeira máquina totalmente mecânica foi instalada no Hipódromo de Ellerslie, na Nova Zelândia, em 1913 (usada pela primeira vez nas corridas do Sábado Santo em 22 de março de 1913), e a segunda foi instalada no Hipódromo de Gloucester Park, na Austrália Ocidental, em 1917. George Julius fundou a Automatic Totalisators Limited (ATL) em 1917, que forneceu o "Premier Totalisator: agora incluindo componentes elétricos". Os primeiros totalizadores instalados nos Estados Unidos foram em Hialeah Park, Flórida, em 1932 (pela ATL), e no autódromo de Arlington Park, Chicago, em 1933, pela American Totalisator. O primeiro totalizador totalmente eletrônico foi desenvolvido em 1966.
Os totalizadores foram substituídos por computadores de uso geral que executam softwares de apostas especializados, como o Autotote. Em muitos casos, além dos sistemas mais antigos, os totes da maratona foram substituídos por monitores LCD mostrando os totais ou por placares adaptados para exibir valores em dólares.

## Totalizadores automáticos

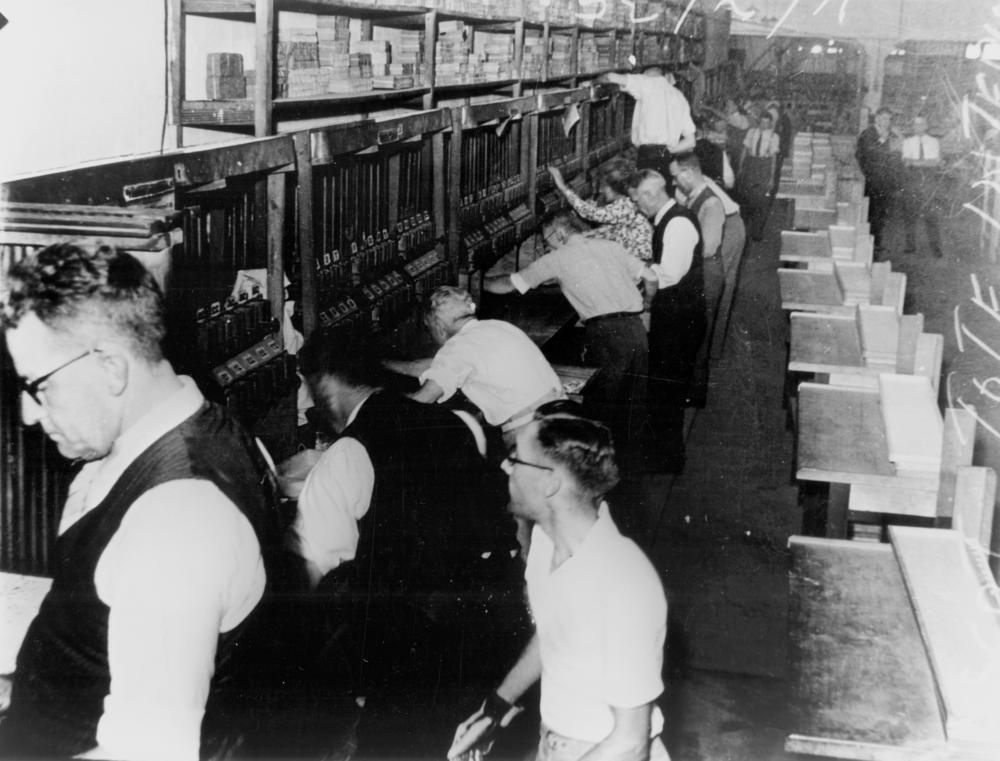
Atrás das janelas de apostas no hipódromo de Ascot, Austrália, fevereiro de 1939

Um totalizador automático é um dispositivo para somar as apostas em um sistema de apostas pari-mutuel. A totalidade do pote (as apostas em todos os competidores) é dividida proporcionalmente às apostas feitas no competidor vencedor e esses bilhetes são pagos. Essencialmente, implementa um sistema de apostas com preço inicial (PI).
Em particular, refere-se à invenção de George Julius, o inventor, engenheiro e empresário australiano nascido na Inglaterra e educado na Nova Zelândia, embora tenha havido outros requerentes, nomeadamente o engenheiro Joseph G. Nash.
O termo automático refere-se ao fato de que as apostas eram automaticamente somadas e um bilhete emitido quando uma aposta era registrada nas máquinas emissoras, e proporcionava um método de aposta seguro e praticamente livre de fraudes, substituindo os anteriores jam-pot totes, que usaram transações em papel ou algum método de contagem de apostas, como rolamentos de esferas de aço. A máquina não calculava realmente o pagamento.
O método foi amplamente utilizado nas indústrias de corridas de cavalos australianas, neozelandesas e americanas e nas corridas de galgos no Reino Unido, embora houvesse outras instalações em países tão diversos como França, Venezuela e Singapura.